# Friedersdorf (Pulsnitz)
Friedersdorf ist eine ehemalige Gemeinde im sächsischen Landkreis Bautzen und seit 1. Januar 1994 ein Ortsteil von Pulsnitz.

## Geographie
Friedersdorf befindet sich etwa zwölf Kilometer südwestlich der Stadt Kamenz und etwa 25 Kilometer nordöstlich von Dresden. Friedersdorf liegt in der westlichen Oberlausitz im Pulsnitztal, zwischen den Hügelketten des Oberlausitzer Hügellandes (höchste Erhebung Keulenberg mit 413 m), im Übergang zwischen der flachen Teichlandschaft im Norden und dem Lausitzer Bergland im Süden.

## Geschichte
Die Gemeinde Friedersdorf entstand 1873 durch den Zusammenschluss von Böhmisch Friedersdorf (oberlausitzer Seite), Thiemendorf und Meißnisch Friedersdorf.

## Kultur, Bauwerke und Sehenswürdigkeiten

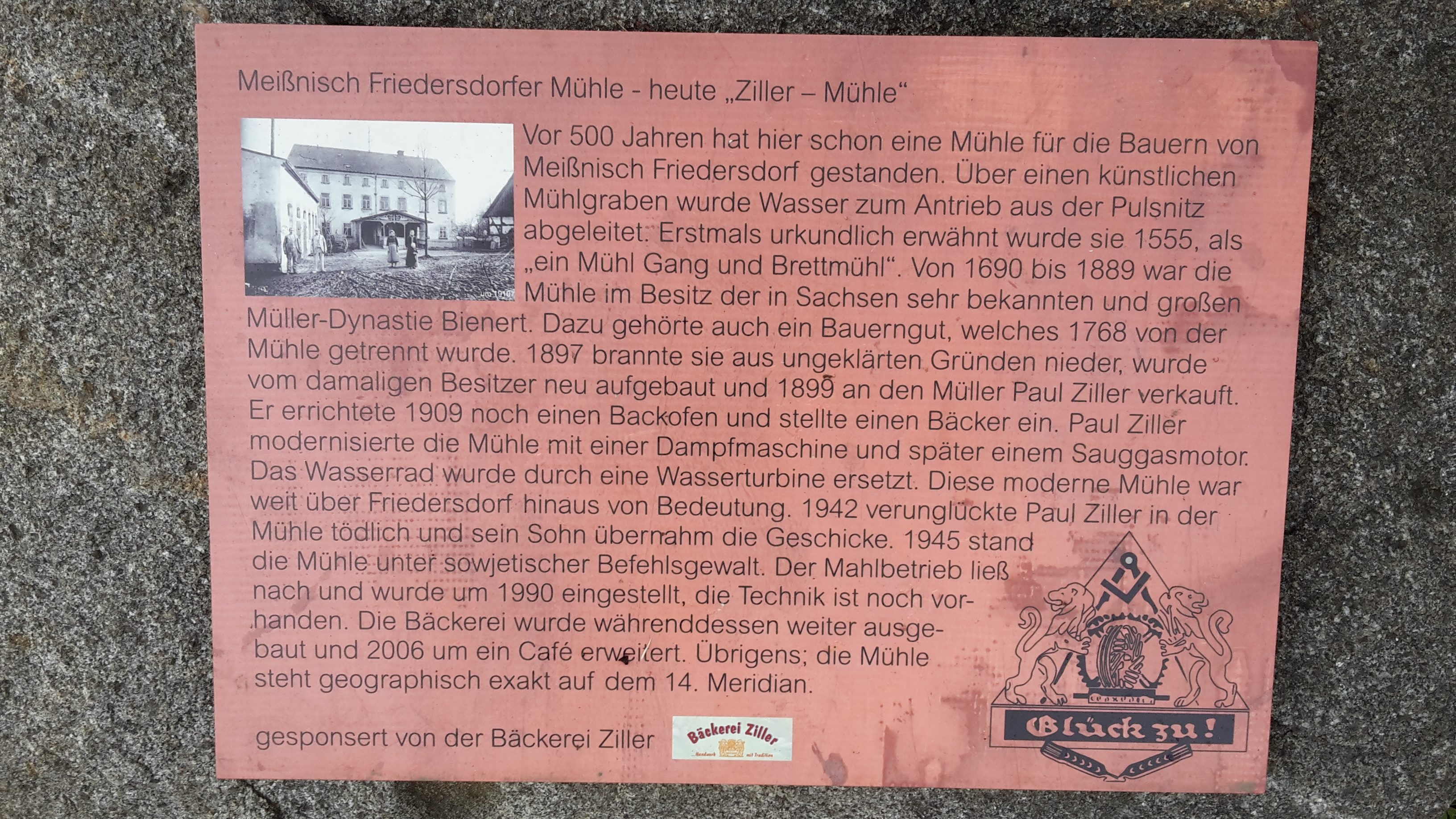
Infotafel an der Meißnisch Friedersdorfer Mühle, heute: Ziller-Mühle.

Drei Friedersdorfer Mühlen sind in der Liste der Kulturdenkmale in Pulsnitz enthalten. In der Meißnisch Friedersdorfer Mühle bzw. Ziller-Mühle ist inzwischen eine Bäckerei ansässig.